# Vỏ của loài Thân mềm

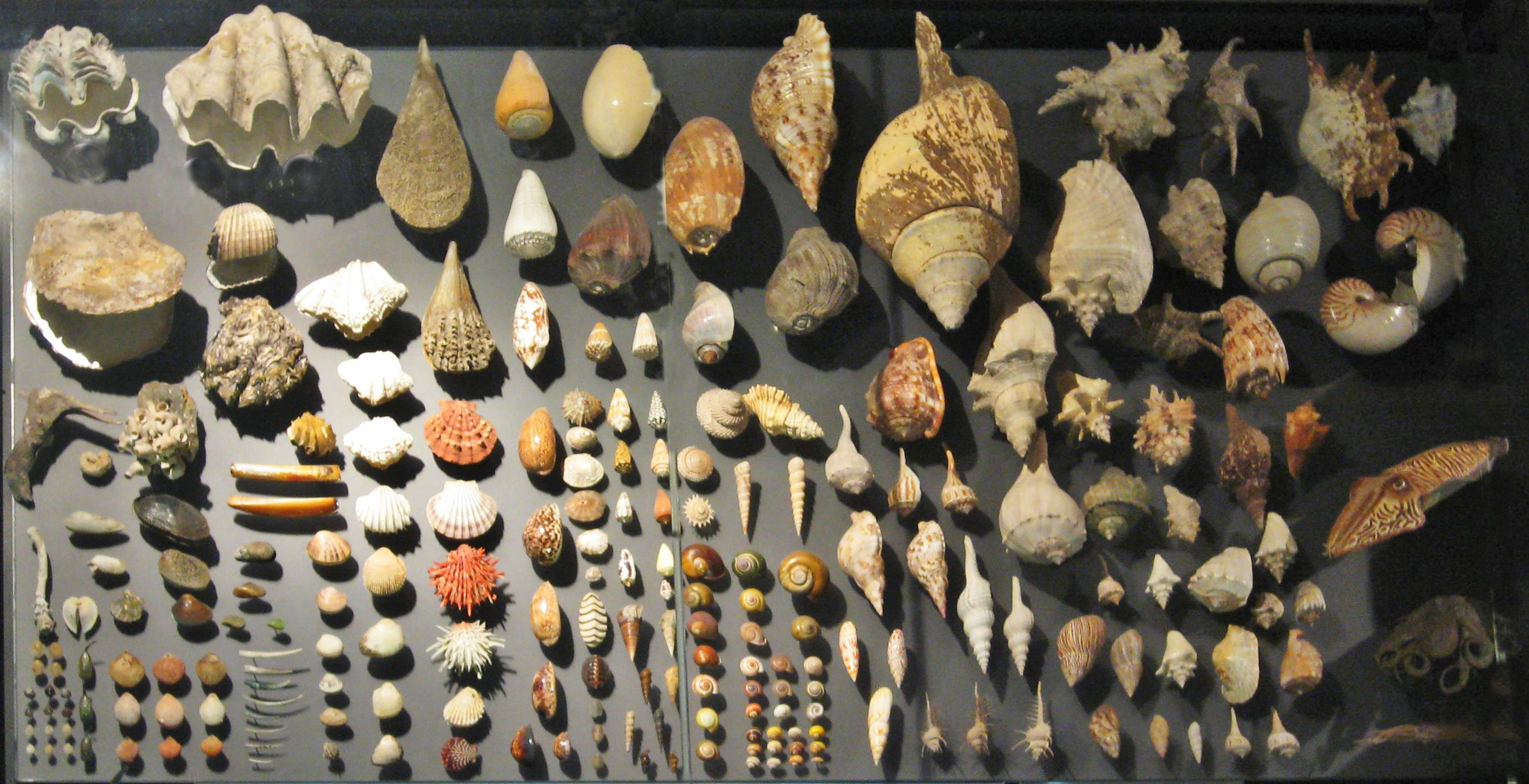
Vỏ của các loài thân mềm với màu sắc và hình dạng khác nhau đang được trưng bày.

Vỏ của loài thân mềm là bộ xương ngoài của các loài Thân mềm (Mollusca), được tạo nên chủ yếu từ calci cacbonat, bao bọc, nâng đỡ và bảo vệ các bộ phận bên trong, như vỏ của ốc sên, vỏ trai, vỏ sò, v.v. Không phải tất cả các động vật thân mềm có vỏ đều sống ở biển; nhiều loài vẫn sống trên đất liền cũng như tại môi trường nước ngọt.
Động vật thân mềm tổ tiên được cho là có vỏ, nhưng sau đó đã bị mất hoặc tiêu giảm ở một số họ, chẳng hạn như ở mực, bạch tuộc và một số nhóm nhỏ hơn như Caudofoveata và Solenogastres, và Xenoturbella. Ngày nay, có hơn 100.000 loài Thân mềm đang tồn tại mang vỏ. Có một số tranh cãi về việc liệu những động vật thân mềm có vỏ này tạo thành một nhóm đơn phát sinh (conchifera) và liệu những động vật thân mềm không có vỏ có cần được tích hợp vào cây phát sinh hay không.
Trong môn Thân mềm học còn gọi là Nhuyễn thể học (Malacology) là ngành nghiên cứu khoa học về các động vật thân mềm, có một nhánh chuyên nghiên cứu về các loại vỏ của thân mềm, gọi là conchology. Hai thuật ngữ này từng thường được coi là đồng nghĩa với nhau (đến nay, một nhóm nhỏ vẫn sử dụng như vậy, kể cả các nhà khoa học, phổ biến hơn là ở châu Âu).
Hình dạng, hoa văn, trang trí và màu sắc của vỏ là vô cùng đa dạng.